# اسکندروو
اسکندروو (انگلیسی: Iskandarovo) یک شهرک در شهرستان داولکانوفسکی در استان باشقیرستان کشور روسیه است.